# 吸油烟机

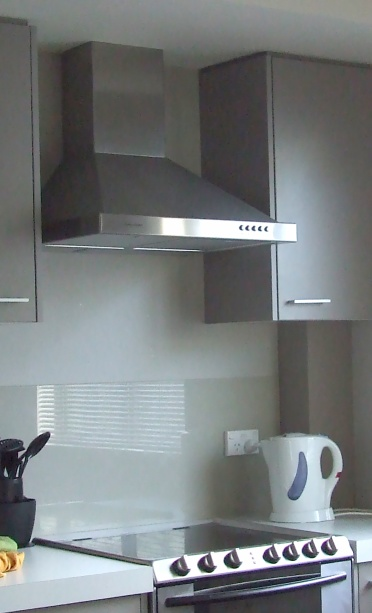
吸油烟机

吸油烟机（又稱抽油煙機、排油煙機、油煙機）是一种内含机械风扇，悬挂在厨房炉灶或灶台上方的装置，通过抽空和过滤从空气中去除空气中的油脂、烟雾、热量和蒸汽。
油烟是食用油遇高温气化、分解的气体和气溶胶，现代化学认为含有多种致癌物，安裝吸油烟机是避免吸入致癌物的其中一種作用。

## 使用狀況
吸油烟机装置于炉子或其他加热元件的正上方，主体为倒置的漏斗形或长方形风斗，上部由电动机抽风。抽出的空气或者经过滤循环回厨房，或者通过管道排到室外。多数在风斗内还装有电灯以辅助照明，於現代社會，多數廚房都加裝類似的機器來抽出燒烤時的煙霧。
一些抽油煙機會在排風口加上空氣清淨裝置，因為如果油煙量多，排到室外也是會造成嚴重污染，最常見的是利用靜電聚集油煙或水洗去油煙來減少污染，許多餐廳甚至攤販都使用具有污染防治設備的抽油煙機，在一些區域，由於餐廳及攤販都有處理油煙排放，反而是家庭油煙排放造成最大的油煙污染。

## 油煙機種類
中式：以大渦輪經過油網，直接抽走油煙 ，效果好，但佔用空間面積、一般噪音大、部分有滴油情況。
歐式：以大渦輪經過多層油網過濾抽走油煙，噪音較中式小，效果較弱，清洗不方便。
側吸式： 利用空氣動力學同流體力學設計，利用油煙分離板將油煙分離再排出乾淨空氣原理，效果好，清洗方便，但噪音大。 
下吸式：與爐灶成一體，效果一般，價格較貴。

## 油煙機使用問題
油煙機，又稱為抽油煙機或廚房油煙機，是現代廚房中必不可少的設備，旨在去除烹飪過程中產生的煙霧、氣味和空氣中的油脂。然而，用戶可能會遇到幾個影響這些設備性能和效率的問題。
吸力下降
一個常見的問題是吸力明顯減弱。當油煙機的去煙能力下降時，可能會導致廚房空氣質量變差和氣味殘留。造成吸力減弱的因素可能包括濾網堵塞、安裝高度不當或廚房通風不足。
排風效能
油煙機的效能與其排風能力密切相關。傳統上，人們認為更高的排風量意味著更好的性能。然而，過強的排風量可能會破壞廚房內的氣流平衡，使油煙機難以集中捕捉煙霧。用戶應確保其油煙機尺寸合適，並安裝在距離爐具65到75公分的高度，以達到最佳效果。
安裝高度
油煙機的安裝高度對其吸力有重要影響。如果安裝得過高，油煙機可能無法有效捕捉煙霧和油脂；如果安裝得過低，則可能干擾烹飪活動並帶來安全隱患。因此，根據廚房佈局和烹飪習慣調整安裝高度至關重要，以最大化其效率。
煮食環境
整體煮食環境也對油煙機的性能起著重要作用。廚房的通風狀況和空氣流通情況會影響煙霧去除的效果。例如，如果廚房缺乏適當的通風或入口被堵塞，即使油煙機性能良好，也可能難以維持有效的吸力。確保良好的通風並允許新鮮空氣流通可以增強油煙機的效率。
定期清潔
定期維護對於確保油煙機正常運行至關重要。濾網和管道上積聚的油脂和污垢會顯著阻礙氣流和吸力。建議每週清洗一次濾網，並定期檢查管道，以防止積聚影響性能。